# Katie Volynets
Katie Volynets (* 31. Dezember 2001 in Walnut Creek, Kalifornien) ist eine US-amerikanische Tennisspielerin.

## Karriere
Katie Volynets begann mit fünf Jahren das Tennisspielen und ihr bevorzugter Belag ist der Hartplatz. Sie spielt vor allem auf der ITF Women’s World Tennis Tour, wo sie bislang zwei Einzeltitel gewinnen konnte. Sie trainiert seit 2013 mit Mark Orwig im Moraga Country Club.
Im Dezember 2016 gewann Volynets die Orange Bowl in der Konkurrenz U16.
2017 erhielt sie eine Wildcard für das Juniorinneneinzel bei den US Open, wo sie das Viertelfinale erreichte und gegen die spätere Finalistin Cori Gauff ausschied.
2018 trat sie bei den French Open, in Wimbledon und bei den US Open bei den Juniorinnenwettbewerben an, scheiterte aber jeweils in der ersten oder zweiten Runde.
2019 erhielt sie eine Wildcard für die Qualifikation zu den Oracle Challenger Series – Newport Beach, wo sie sich mit einem Sieg über Alexa Guarachi ins Hauptfeld spielte. Dort siegte sie in der ersten Runde gegen Mari Ōsaka mit 6:0 und 6:0, unterlag aber dann in der zweiten Runde Bianca Andreescu in zwei Sätzen mit 2:6 und 6:77. Für die Oracle Challenger Series – Indian Wells erhielt sie eine Wildcard für das Hauptfeld, wo sie in der ersten Runde gegen Jennifer Brady mit 3:6 und 3:6 verlor. Bei den US Open erhielt sie eine Wildcard für das Hauptfeld im Dameneinzel, unterlag aber bereits in der ersten Runde Bianca Andreescu mit 2:6 und 4:6. Die vorgenannte Erstrundenniederlage brachte ihr aber mit 58.000 US-Dollar das bislang höchste Preisgeld ihrer Karriere ein.
2020 erhielt sie eine Wildcard für das Hauptfeld im Dameneinzel der Abierto Mexicano Telcel 2020/Damen, wo sie in der ersten Runde Shelby Rogers mit 6:2 und 7:65 schlug, sich aber in der zweiten Runde Renata Zarazúa mit 6:4, 5:7 und 0:6 geschlagen geben musste.

## Leben
Volynets Eltern stammen aus der Ukraine, sie hat einen zwölf Jahre älteren Bruder. An der Indiana University East studiert sie Betriebswirtschaftslehre.

## Turniersiege

### Einzel
| Nr. | Datum          | Turnier        | Kategorie      | Belag | Finalgegnerin | Ergebnis        |
| --- | -------------- | -------------- | -------------- | ----- | ------------- | --------------- |
| 1.  | 16. Mai 2021   | Bonita Springs | ITF W100       | Sand  | Irina Bara    | 6:74, 7:62, 6:1 |
| 2.  | 17. April 2022 | Palm Harbor    | ITF W100       | Sand  | Wang Xiyu     | 6:4, 6:3        |
| 3.  | 9. Juni 2024   | Makarska       | WTA Challenger | Sand  | Mayar Sherif  | 3:6, 6:2, 6:1   |

## Karrierestatistik und Turnierbilanz

### Einzel
Die letzte Aktualisierung erfolgte nach dem WTA-Turnier in Eastbourne 2025.
| Turnier                      | 2017      | 2018      | 2019      | 2020              | 2021              | 2022              | 2023              | 2024      | 2025      | T / T       | S/N         | Sieg%       |
| ---------------------------- | --------- | --------- | --------- | ----------------- | ----------------- | ----------------- | ----------------- | --------- | --------- | ----------- | ----------- | ----------- |
| Australian Open              | –         | –         | –         | –                 | –                 | 1                 | 3                 | 1         | 1         | 0 / 4       | 2:4         | 33 %        |
| French Open                  | –         | –         | –         | –                 | –                 | 2                 | 1                 | 2         | 1         | 0 / 4       | 2:4         | 33 %        |
| Wimbledon                    | –         | –         | –         | n. a.             | 1                 | Q2                | 1                 | 2         | 2         | 0 / 4       | 2:4         | 33 %        |
| US Open                      | –         | –         | 1         | –                 | 1                 | Q1                | 1                 | 1         |           | 0 / 4       | 0:4         | 0 %         |
| Doha                         | a. K.     | –         | a. K.     | –                 | a. K.             | –                 | a. K.             | –         | 1         | 0 / 1       | 0:1         | 0 %         |
| Indian Wells                 | –         | –         | –         | n. a.             | 1                 | 2                 | 1                 | 3         | 1         | 0 / 5       | 3:5         | 38 %        |
| Miami                        | –         | –         | –         | n. a.             | –                 | –                 | Q1                | 2         | 1         | 0 / 2       | 1:2         | 33 %        |
| Madrid                       | –         | –         | –         | n. a.             | –                 | –                 | 1                 | Q1        | 2         | 0 / 2       | 1:2         | 33 %        |
| Rom                          | –         | –         | –         | –                 | –                 | –                 | 1                 | 2         | 2         | 0 / 3       | 2:3         | 40 %        |
| Kanada                       | –         | –         | –         | n. a.             | –                 | –                 | –                 | 1         |           | 0 / 1       | 0:1         | 0 %         |
| Cincinnati                   | –         | –         | –         | Q2                | Q1                | –                 | –                 | Q2        |           | 0 / 0       | 0:0         | –           |
| Peking                       | –         | –         | –         | nicht ausgetragen | nicht ausgetragen | nicht ausgetragen | –                 | 3         |           | 0 / 1       | 2:1         | 67 %        |
| Wuhan                        | –         | –         | –         | nicht ausgetragen | nicht ausgetragen | nicht ausgetragen | nicht ausgetragen | 1         |           | 0 / 1       | 0:1         | 0 %         |
| Statistik                    | Statistik | Statistik | Statistik | Statistik         | Statistik         | Statistik         | Statistik         | Statistik | Statistik | S/N         | S/N         | Sieg%       |
| Turnierteilnahmen            | 1         | 5         | 17        | 16                | 26                | 27                | 26                | 25        | 17        | Gesamt: 160 | Gesamt: 160 | Gesamt: 160 |
| Erreichte Finals             | 0         | 0         | 1         | 0                 | 1                 | 1                 | 0                 | 1         | 1         | Gesamt: 5   | Gesamt: 5   | Gesamt: 5   |
| Gewonnene Titel              | 0         | 0         | 0         | 0                 | 1                 | 1                 | 0                 | 1         | 0         | Gesamt: 3   | Gesamt: 3   | Gesamt: 3   |
| Hartplatz-Siege/-Niederlagen | 3:1       | 21:5      | 13:12     | 9:11              | 13:14             | 19:15             | 22:15             | 23:16     | 7:8       | 130:97      | 130:97      | 57 %        |
| Sand-Siege/-Niederlagen      | 0:0       | 0:0       | 7:5       | 6:5               | 12:8              | 13:7              | 8:7               | 18:6      | 13:8      | 77:46       | 77:46       | 63 %        |
| Rasen-Siege/-Niederlagen     | 0:0       | 0:0       | 0:0       | 0:0               | 4:3               | 4:4               | 0:5               | 5:2       | 0:1       | 13:15       | 13:15       | 46 %        |
| Gesamt-Siege/-Niederlagen    | 3:1       | 21:5      | 20:17     | 15:16             | 29:25             | 36:26             | 30:27             | 46:24     | 20:17     | 220:158     | 220:158     | 58 %        |
| Sieg%                        | 75 %      | 81 %      | 54 %      | 48 %              | 54 %              | 58 %              | 53 %              | 66 %      | 54 %      | Gesamt:     | Gesamt:     | 58 %        |
| Jahresendposition            | –         | 743       | 438       | 315               | 178               | 110               | 109               | 62        |           | N/A         | N/A         | N/A         |

Zeichenerklärung: S = Turniersieg; F, HF, VF, AF = Einzug ins Finale / Halbfinale / Viertelfinale / Achtelfinale; 1, 2, 3 = Ausscheiden in der 1. / 2. / 3. Hauptrunde; KF (kleines Finale) = unterlegen im Spiel um Platz drei; RR = Round Robin (Gruppenphase); n. a. = nicht ausgetragen; a. K. = andere Kategorie; PO (Play-off) = Auf- und Abstiegsrunde im Billie Jean King Cup; K1, K2, K3 = Teilnahme in der Kontinentalgruppe I, II, III im Billie Jean King Cup.
Anmerkung: Diese Statistik berücksichtigt alle Ergebnisse im Einzel bei ITF- und WTA-Turnieren. Als Quelle dient die ITF-Seite der Spielerin. Dargestellt sind nur WTA-Turniere der Kategorien Premier Mandatory und Premier 5 (2009–2020) bzw. die WTA-Turniere der Kategorie 1000 (seit 2021).